# Коррентина
Коррентина (порт. Correntina) — муниципалитет в Бразилии, входит в штат Баия. Составная часть мезорегиона Крайний запад штата Баия. Входит в экономико-статистический  микрорегион Санта-Мария-да-Витория. Население составляет 32 463 человека на 2006 год. Занимает площадь 12 142,427 км². Плотность населения — 2,7 чел./км².

## Статистика
- Валовой внутренний продукт на 2003 год составляет 228 514 818,00 реалов (данные: Бразильский институт географии и статистики).
- Валовой внутренний продукт на душу населения на 2003 год составляет 7231,48 реалов (данные: Бразильский институт географии и статистики).
- Индекс развития человеческого потенциала на 2000 год составляет 0,642 (данные: Программа развития ООН).